# Francesco Ruggi
Francesco Ruggi (Nàpols, Campània, 1767 - 1845) fou un compositor i teòric italià.
Deixeble de Fenaroli, fou director de la Capella municipal de Nàpols, i quan Murat pujà al tron del Dues Sicílies, li confià l'educació musical de les seves filles. El 1825 succeí a Tritto, com a professor de contrapunt al Conservatori.
Va compondre quatre obres pel teatre i diversa música religiosa. Les primeres titulades:
- La felicità compita.
- L'ombra di Nino.
- La guerra aperta.
- Il soffi frippone.

Foren deixeble seus Emmanuele De Roxas, Vincenzo Bellini, Errico Petrella, Michele Carafa i altres músics notables.
Un altre músic del mateix nom, i també nascut i mort a Nàpols (1826-1901), es distingí com a professor de cant i de piano i com a compositor.